# 五十嵐雄二
五十嵐 雄二（いがらし ゆうじ、1968年8月28日 - ）は、埼玉県出身のプロゴルファーである。身長170cm、体重72kg。血液型O型。

## 戦歴
- 2001年 - ダイヤモンドカップトーナメント 2位タイ（マンデートーナメントから出場。藤田寛之と共に伊沢利光とのプレーオフに敗れる）
- 2009年6月4日〜7日 - UBS日本ゴルフツアー選手権 宍戸ヒルズカップ優勝により5年間の無条件シードを獲得した。

## 賞金ランキング
- 2009年 - 24位（約4257万円。賞金ランキングによる初シードを獲得した）